# Corujinha-do-sul
Corujinha-catarinense ou corujinha-do-sul (Megascops sanctaecatarinae) é uma espécie de ave estrigiforme pertencente à família Strigidae. É uma espécie nativa da América do Sul, mais precisamente das regiões do sul do Brasil, Uruguai e norte da Argentina. Por seu habitat natural ocupar uma extensa área, encontra-se sob baixo risco de ameaça de acordo com a IUCN. Foi primeiramente classificada em 1897 por Salvin, como Megascops sanctaecatarinae .